# Outil de suppression des métadonnées
 (mars 2022).
Si vous disposez d'ouvrages ou d'articles de référence ou si vous connaissez des sites web de qualité traitant du thème abordé ici, merci de compléter l'article en donnant les références utiles à sa vérifiabilité et en les liant à la section « Notes et références ».
L'outil de suppression des métadonnées est un type de logiciel de protection de la vie privée conçu pour protéger la vie privée de ses utilisateurs en supprimant les métadonnées potentiellement compromettantes des fichiers avant qu'ils ne soient partagés avec d'autres personnes, par exemple en les envoyant comme pièces jointes à des courriels ou en les publiant sur le Web.
Les métadonnées se trouvent dans de nombreux types de fichiers tels que des documents, des feuilles de calcul, des présentations, des images, des fichiers audio et vidéo. Elles peuvent comprendre des informations telles que des détails sur les auteurs des fichiers, les dates de création et de modification des fichiers, l'emplacement, l'historique des révisions du document, des images miniatures et des commentaires.
Étant donné que les métadonnées ne sont souvent pas clairement visibles dans les applications de création (selon l'application et ses paramètres), il existe un risque que l'utilisateur ignore leur existence ou les oublie et, si le fichier est partagé, que des informations privées ou confidentielles soient exposées par inadvertance. L'objectif des suppresseurs de métadonnées est de minimiser le risque d'une telle fuite de données.
Les outils de suppression des métadonnées qui existent aujourd'hui peuvent être divisés en quatre groupes :
- Les outils intégrés de suppression des métadonnées, qui sont inclus dans certaines applications, comme l'inspecteur de documents de Microsoft Office.
- Les outils de suppression des métadonnées par lots, qui peuvent traiter plusieurs fichiers à la fois
- Les modules complémentaires des clients de messagerie, qui sont conçus pour supprimer les métadonnées des pièces jointes juste avant leur envoi.
- Les systèmes basés sur un serveur, qui sont conçus pour supprimer automatiquement les métadonnées des fichiers sortants au niveau de la passerelle réseau.